# Aline Ndacyayisenga
Aline Ndacyayisenga (8 de enero de 1996) es una deportista ruandesa que compite en taekwondo. Ganó una medalla de bronce en el Campeonato Africano de Taekwondo de 2016, en la categoría de –57 kg.

## Palmarés internacional
| Campeonato Africano | Campeonato Africano  | Campeonato Africano | Campeonato Africano |
| Año                 | Lugar                | Medalla             | Categoría           |
| ------------------- | -------------------- | ------------------- | ------------------- |
| 2016                | Puerto Saíd (Egipto) | Medalla de bronce   | –57 kg              |